# Sapienti sat

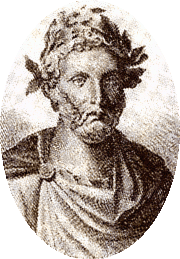
Тит Макций Плавт, в произведении которого впервые встречается фраза sapienti sat

Sapienti sat — латинское крылатое выражение, означающее в переводе «умному достаточно» или «для понимающего достаточно» и соответствующее русскому аналогу «умный поймёт».
Впервые встречается в комедии Плавта «Перс» (IV, 7, 729), а затем в комедии Теренция «Формион», где юноша Антифон говорит с изворотливым рабом Гетой о спасении своего друга:

Гета: Что я должен сделать?
Антифон: Денег отыскать.
Гета: Всё так! Но где?
Антифон: Здесь отец.
Гета: Я знаю. Что же?
Антифон: Умному достаточно.Оригинальный текст (лат.)GE.: Quíd faci(am)?
AN.: Ínveniás argéntum.
GE.: Cúpio, séd in und(e) édoce.
AN.: Páter adést hic.
GE.: Scío sed quíd t(um)?
AN.: Ah, díctum sápientí sat est.

Думаю, что и напечатанного достаточно для характеристики моего героя. Sapienti sat.— Чехов А. П. Драма на охоте // Собр. соч.: В 12 т. — Гослитиздат. — М., 1960. — Т. 2. — С. 534.

## Переводы
Часто используется в исходном плавтовском варианте dictum sapienti sat est, «для разумного уже сказано достаточно».